# Candemir Yılmam
Candemir Yılmam (* 8. September 1964 in Edirne) ist ein ehemaliger türkischer Fußballspieler.

## Spielerkarriere
Yılmam spielte in der Saison 1981/82 ein Ligaspiel für Galatasaray Istanbul. Yılmam kam in der Partie gegen MKE Ankaragücü zum Einsatz.
Anfang der 1990er-Jahre war Yılmam Spieler des Drittligisten Silivrispor. 1992 wechselte der Mittelfeldspieler zu Kapalıçarşıspor. Für Kapalıçarşıspor spielte Yılmam sieben Drittligaspiele.

## Trainerkarriere
Als Trainer war Yılmam bislang bei Amateurmannschaft tätig.